# 米科拉·萊昂托維奇
米科拉·德米特羅維奇·莱昂托维奇（羅馬化：Mykola Dmytrovych Leontovych；1877年12月13日—1921年1月23日；又譯梅科拉·萊翁托維奇），帝俄及蘇聯烏克蘭裔作曲家、指挥家、民族音乐学家和教师。他是烏克蘭民歌什徹德里克（又稱鐘聲頌歌）的作者。
莱昂托维奇出生於俄罗斯帝国的波多利亚（现乌克兰）並在那裡长大。他在卡缅涅茨-波多利斯基的一所神学院接受教育，后来在圣彼得堡宫廷卡佩拉音乐学院學習音乐。十月革命後，莱昂托维奇搬到了基辅，並在基辅音乐学院和基輔國立劇院大學工作。
1921年被苏俄契卡特工阿法納西·格里先科暗杀。